# کاتیا (داستان کوتاه)
«کاتیا» داستان کوتاهی از نویسندهٔ ایرانی، صادق هدایت است که نخستین بار در سال ۱۳۲۱ خورشیدی، همراه با هفت داستان دیگر در مجموعهٔ سگ ولگرد منتشر شد.

## خلاصهٔ داستان
مهندسی اتریشی که در جنگ جهانی اول شرکت داشته، دربارهٔ زنی به نام کاتیا که در اردوی اسیرهای جنگی در سیبری با او آشنا شده، با راوی داستان گفتگو می‌کند. کاتیا تنها زنی است که به او نزدیک شده و بر او «اثری فراموش‌نشدنی» داشته‌است.

## نقدها و دیدگاه‌ها
به‌گفتهٔ محمد بهارلو، داستان کوتاه «کاتیا» از لحاظ مایه (تِم) و طرح و نقشه (پیرنگ) به داستان کوتاه «اسیر فرانسوی» از مجموعهٔ زنده‌به‌گور شباهت دارد. چرا که هردو داستان به شیوهٔ اول شخص مفرد نوشته شده‌اند و مایه‌ای جنگی و فضایی غیرایرانی دارند. با این وجود بهارلو «کاتیا» را پیچیده‌تر از «اسیر فرانسوی» می‌داند چرا که حرکت و گسترش داستان نه‌تنها از راه بیان یک آدم و حوادثی که بر او گذشته است بلکه به‌وسیلهٔ «موقعیت» او در ارتباط با موقعیتِ دیگر آدم‌ها نیز انجام می‌شود.
به‌گفتهٔ بهارلو، تأثیر «فراموش‌نشدنی» کاتیا بر مهندس اتریشی کمابیش مانند همان تأثیری است که مرجان بر داش‌آکُل و زنِ اثیری بر راویِ بوف کور می‌گذارد.